# Espírula
|  | Aquest article tracta sobre l'espira en l'arquitectura romana. Si cerqueu la ciutat Alemanya, vegeu «Espira (Alemanya)». |

Espira o Espirula (Spira o Spirula) és la base d'una columna als ordes arquitectònics grecs corinti i jònic.
No existeix a l'orde arquitectònic dòric. A més també existí una espira o espirula anomenada àtica que és considerada una varietat de la jònica. En parlen sovint Vitruvi i Plini que extreuen la seva informació d'obres d'escriptors d'arquitectura grec que actualment estan perdudes però encara existien al seu temps.
A l'arquitectura toscana i romana dòrica la base d'una columna estava formada pel torus de vegades amb un astràgal al damunt; a l'àtica i jònica dos tori (torus superior i torus inferior) dividits per una scotia, i al corinti dos tori dividits per dos scotiae.